# Renée Sintenis
Renée Sintenis (n. 20 martie 1888, Kłodzko, Voievodatul Silezia Inferioară, Polonia – d. 22 aprilie 1965, Berlin, RDG) a fost o artistă germană, medaliată olimpică. A participat la o ediție a Jocurilor Olimpice (1928) în care a câștigat o medalie de bronz.

## Participări
Lista de mai jos prezintă principalele competiții la care a participat Renée Sintenis de-a lungul carierei.
- Kunstwedstrijden op de Olympische Zomerspelen 1928[*][17]